# 小泉エリ
小泉 エリ（こいずみ エリ、1982年3月28日 - ） は、日本の女性マジシャン、お笑いタレント。結婚前の本名：横木 絵梨（よこぎ えり）。京都府京都市山科区出身。身長160cm、体重43kg。芸能事務所、よしもとクリエイティブ・エージェンシー所属。
芸名の「小泉」は、両親である横木ジョージ&レミ（吉本興業所属）が「小泉総理似のマジシャン」を売りにしていたことに由来している。愛称は「エリちゃん」「ぴんくさん」「エリリン」。夫は元大相撲力士で年寄・時津風の土佐豊祐哉。

## 概要
- 京都市立大宅小学校、京都市立大宅中学校、京都西高等学校（現：京都外大西高等学校）、京都外国語大学英米語学科卒業。
- 趣味は大相撲観戦 （特に魁皇のファン）。特技はピアノ、英会話、着付。

### 来歴
- 2000年、アイドルマジシャンとして活動開始。同年8月、吉本興業より「小泉 エリ」の芸名でデビュー。
- 2002年11月、ミス京都コンテストに出場し、特別賞のロマン吉忠賞を受賞。
- 2003年8月、小学校からの友人であるトモがアシスタントとして加わり「小泉エリ&トモ」として活動開始（なお、小泉姓はエリのみに付く）。
- 2003年12月、父・横木ジョージ、母・レミと「横木マジック研究所」を結成し、M-1グランプリ2003出場。マジックと漫才の融合という新しい分野にチャレンジするも2回戦敗退。
- 2005年8月、『ごきげん!ブランニュ』（朝日放送）内の夏限定アシスタント「夏のごきブラカバーガール」3人のうち1人に選ばれる。
- 2005年8月、『新・科捜研の女』（テレビ朝日、主演：沢口靖子）に、マジシャンの助手役で出演。
- 2006年3月末、「小泉エリ&トモ」解散。以降は一人で活動。
- 2006年4月より、『ノブナガ』（CBCテレビ）の「ごはんリレー」コーナーにレギュラー出演開始。
- 2007年3月25日、ナゴヤドームで開催された中日ドラゴンズ対横浜ベイスターズのオープン戦で、始球式を担当した。
- 2007年11月10日、三重県のナガシマスパーランドで『ノブナガごはんリレー小泉エリ激励まつり』が開催され、本職のマジックを披露。同番組の前身コーナー「地名しりとり」のワッキーや、「ごはんリレー」の旅先で知り合ったインディーズバンドabsorbも応援に駆けつけた。
- 2008年、吉本LIVE STAND08の公式ガールを務める。
- 2009年4月10日、CBCラジオの番組「ハイパーナイト」（23:30 - 24:00）金曜枠でレギュラー番組「ハマグリ王」を開始。
- 2010年2月14日、名古屋のASUNAL HALLにて初の単独ライブとなる『初単独ライブ 小泉エリのミラクル場所 〜実は私、マジシャンだったんです〜』を開催。
- 2011年度R-1ぐらんぷりで準決勝進出。
- 2012年11月19日、初の著書（『幸せになる にゅうりん占い』白夜書房）を出版発売[1]。
- 2012年11月4日、第16回大阪・淀川市民マラソン10km女の子の部に出場。
- 2016年2月5日、時津風部屋の安治川親方（元幕内土佐豊祐哉）と3月に入籍すると報じられた[2]。2月8日に時津風部屋で婚約会見を行い[3]、10月2日に挙式・披露宴および土佐豊の断髪式が行われた[4]。
- 同年10月4日、自身のブログで第1子の妊娠を発表[4]。
- 2017年3月6日に第1子女児を出産[5]。
- 2019年3月2日、第2子の妊娠を発表[6]。
- 同年7月7日、第2子女児を出産[7]。
- 2021年2月22日、先代時津風（元前頭・時津海）が不祥事により協会から退職勧告処分を受けたことに伴い、元土佐豊の間垣親方[注 1]が17代時津風を襲名、部屋を継承して師匠となった[8]。妻である小泉は吉本在籍のままおかみとなった。
- 2025年3月26日、第3子男児の出産を報告[9]。

### 人物像
- 大の相撲ファンで、好きな男性のタイプも力士。特に魁皇の大ファンであると明かしている[10]。また力士の乳輪が好きで、最近は乳輪の大きさと色で共演者の性格や運勢を占う「乳輪占い」をたびたび披露し[11]、乳輪占いの著書も出版している。
- 好きな色はピンク。CBCテレビ『ノブナガ』の「ごはんリレー」のコーナーでは常にピンクのシャツやジャージを着用しており、「ピンクさん」と呼ばれることがある。
- 24歳のときに大型自動二輪免許を取得。父親は反対していたが、一緒に行った教習所で触発されてしまい、結局、先に申し込んだのは父親の方だった。最初にホンダ・シャドウ750ccを買ったものの、父親が買ったハーレーが羨ましくなり、わずか3か月で売却。その後、ハーレーの2008年式FLSTN・ソフテイルデラックス1600ccを購入した[12]。
- 2014年2月4日、メ〜テレ『昼まで待てない!』の「ガチ★エリ」のコーナーロケで竹スキーに挑戦したが、尻もちをつくように転倒し仙骨を骨折。全治2か月と診断されるも、入院や手術の必要はなく2月8日に放送された『昼まで待てない!』のスタジオパートにも出演している。なお、「ガチ★エリ」のコーナーは竹スキーの部分はカットされたものの、通常通り放送された[13]。

## 出演

### テレビ番組
レギュラー
- 大阪ほんわかテレビ（読売テレビ、2010年9月19日 - ） - 準レギュラー- 情報喫茶店リポーター

過去のレギュラー
- ごきげん!ブランニュ（朝日放送） - 2005年夏のごきブラカバーガール
- 新・科捜研の女（第6シリーズ） 第5話（2005年、テレビ朝日） - 増村幹子 役
- ドスペ2〜愛のエプロン（テレビ朝日） - 2006年1月
- ノブナガ（中部日本放送、2006年4月 - 2010年2月27日） - 「ごはんリレー」
- 大相撲中継（NHK） - 2008年の3月場所から11月場所までコーナー担当として出演
  - 2008年7月20日 NHK名古屋放送局での大相撲中継公開放送にゲスト出演
  - 2009年3月22日 幕下以下の中継でゲスト出演
  - 2009年5月18日 中入企画「国技館へいらっしゃい」に出演
- 今ちゃんの「実は…」（朝日放送、2008年4月 - 2022年） - 準レギュラー
- カンテーレ CRE8（関西テレビ、2009年1月 - 2010年3月）
- メイドインカンサイ（関西テレビ、2010年5月 - 2011年4月4日）
- 情熱★エンためファクトリー どっキング!!!（関西テレビ） - 乳輪占いのコーナーで、占い師・乳輪先生として出演
- ピーコ&兵動のピーチケパーチケ（関西テレビ、2011年4月13日 - 2016年7月） - 隔週レギュラー（桜 稲垣早希と交互に出演）
- プリ♥プリ（毎日放送、2012年4月10日 -2012年6月6日） - 「水まわりのプリンセス」リポーター
- 見知らぬ関西新発見!みしらん（朝日放送、2012年4月7日 -2012年8月4日） - 「追っかけみしらん!」リポーター
- 見知らぬ関西新発見!みしらん（朝日放送、2012年8月25日 -2012年12月22日） - 「週末あそびプランナ」リポーター・スタジオ出演
- プリ♥プリ→プリプリ（毎日放送、2012年6月21日 - 2012年9月19日） - 「アイデアの小泉」リポーター・スタジオ出演
- 天真爛漫☆セキララ子〜恋敗女子のための幸せ応援バラエティ〜（朝日放送、2013年1月12日 - 2013年3月） - レギュラー
- さすらいのマジシャン!小泉!（メ〜テレ、2013年8月4日・11日・18日・25日）
- ノリで行こう!!（テレビ大阪、2012年10月2日 - 2014年9月）毎週火曜日25時～25時30分 - レギュラー
- 昼まで待てない!（メ〜テレ、2011年4月2日 -2016年12月24日、2017年6月3日 - 2018年3月31日） - 「ガチ★エリ」のコーナー担当、スタジオパートにも出演
- 雨上がりのやまとナゼ?しこ（朝日放送、2011年11月1日 - 2015年12月） - 準レギュラー

### ラジオ番組
過去のレギュラー
- ハイパーナイト金曜日「ハマグリ王」（CBCラジオ、2009年4月10日 - 2009年6月26日）
- MBSうたぐみ Smile×Songs木曜日→水曜日（MBSラジオ、2010年10月4日 - 2014年3月24日）
- ABCパワフルアフタヌーン金曜日「兵動大樹のほわ〜っとエエ感じ。」（ABCラジオ、2010年4月9日 - 2016年6月24日）

### CM
- 大正製薬『大正漢方胃腸薬』（2009年8月、中部日本放送限定CM）
- NTTドコモ『らくらくホン6』（2009年9月、中部日本放送限定CM）
- NTTドコモ『ドコモインフォメーション docomo最新ケータイNEWS』（2009年12月、中部日本放送限定CM）
- 中部電力インフォマーシャル『ぴかぴかエリちゃん勉強中!』（2010年10月13日 - 2010年12月、中部日本放送『お宝発信タワー DAI-NAMO』内）

## 単独ライブ
- 初単独ライブ 小泉エリのミラクル場所 〜実は私、マジシャンだったんです〜（2010年2月14日、ASUNAL HALL）
- 小泉エリのマジカルおもちゃ箱〜大阪場所〜（2013年9月21日、5upよしもと）
- 小泉エリのマジカルおもちゃ箱〜名古屋場所〜（2013年9月29日、今池ガスホール）

### 小泉エリVS桜 稲垣早希
- 小泉エリVS桜 稲垣早希〜千の日の前の女の戦い〜（2012年3月19日、5upよしもと）
- 小泉エリVS桜 稲垣早希〜AのBのCの女の戦い〜（2012年6月27日、ABCホール）
- 小泉エリVS桜 稲垣早希〜堺の筋の本の町の女の戦い〜（2013年4月4日、テイジンホール）
- 小泉エリVS桜 稲垣早希〜OのBのPの女の戦い〜（2013年8月10日、OBP円形ホール）
- 小泉エリVS桜 稲垣早希〜女の帝の人の戦い〜（2014年12月13日、テイジンホール）
- 小泉エリVS桜 稲垣早希〜東の別の院の女の戦い〜（2014年12月13日、東別院ホール）

## 著書
- 『幸せになる にゅうりん占い』（白夜書房、2012年）